# Miguel Monraz Ibarra
Miguel Ángel Monraz Ibarra (Guadalajara, Jalisco, 17 de julio de 1973) es un político mexicano, miembro del Partido Acción Nacional (PAN). Ha sido dos veces diputado federal y dos al Congreso de Jalisco.

## Biografía
Es licenciado en Derecho egresado de la Universidad de Guadalajara (UdeG). Miembro del PAN, partido en el que ha ocupado cargos como secretario de Acción Electoral y de secretario de Capacitación del subcomité Providencia; y delegado del comité municipal del PAN en Providencia, Jalisco.
En 1997 fue director de Tianguis del ayuntamiento de Guadalajara que presidía Francisco Ramírez Acuña y ese mismo año fue encargado administrativo de la Policía Auxiliar del gobierno de Jalisco en la administración del gobernador Alberto Cárdenas Jiménez. De 1998 a 2001 fue coordinador operativo de inspección a Reglamentos y Espectáculos e inspector de Mercados y Comercio en Espacios Abiertos del ayuntamiento de Guadalajara, esta vez en las administraciones de Ramírez Acuña, Héctor Pérez Plazola y Fernando Garza Martínez.
En el mismo periodo de 1998 a 2001 fue diputado suplente a la LV Legislatura estatal, sin haber llegado a ejercer el cargo. En las elecciones estatales de 2000 fue elegido diputado en propiedad por el Distrito 8 local a la LVI Legislatura del Congreso del Estado de Jalisco de 2001 a 2004; en la elección recibió el 51.04% de los votos frente al 34.45% de su contrincante del PRI, Ramiro Heriberto Delgado Saldaña. En esta legislatura fue presidente de la Mesa Directiva del Congreso y de la comisión de Justicia; así como integrante de la comisión de Estudios Legislativos.
De 2004 a 2006 fue oficial mayor del ayuntamiento de Guadalajara, presidido por Emilio González Márquez y luego por Ernesto Espinosa Guarro de forma interina. En las elecciones federales de 2006 es postulado candidato del PAN a diputado federal por el Distrito 8 de Jalisco, siendo elegido con el 51.35% de los votos, contra el 27.32% de la candidatura de la Alianza por México. Representó al distrito en la LX Legislatura de 2006 a 2009, donde fue secretario de la comisión de Juventud y Deporte; e integrante de las comisiones de Gobernación; Especial de Reforma del Estado; y, del Comité de Estudios de Derecho e Investigaciones Parlamentarias.
En las elecciones de 2009 es elegido diputado por el principio de representación proporcional a la LIX Legislatura del Congreso del Estado de 2010 a 2012. Paralelamente, el 20 de agosto de 2011, fue elegido presidente estatal del PAN en Jalisco; cargo que dejó el 6 de octubre de 2014. Posteriormente ocupó cargos como coordinador nacional de síndicos y regidores del PAN, y delegado político en Colima.
En las elecciones federales de 2021 fue elegido diputado federal por el principio de representación proporcional a la LXV Legislatura que concluirá en 2024. En dos ha sido secretario de las comisiones de Economía, Comercio y Competitividad; y, de Presupuesto y Cuenta Pública; así como integrante de la comisión de Radio y Televisión. Se separó del cargo mediante una licencia entre el 1 de abril y el 1 de mayo de 2024.